# Rodos
Rodos ali Rodi (grško Ρόδος, latinizirano: Ródos) je največji med dvanajstimi otoki v otočju Dodekanez v vzhodnem Egejskem morju. Velik je 1398 km2 in je samo 19 km oddaljen od turške obale. Najvišji vrh otoka je Attavyros (1215 m). Ima bogato zgodovino in je bil v sestavu različnih političnih, gospodarskih in vojaških zvez, vedno pa mu je uspelo ohranjati tudi del svoje samostojnosti.
Rodos je vsakodnevno povezan s trajektno linijo iz Pireja, na severni strani otoka se nahaja Mednarodno letališče Diagoras.
Glavno in hkrati največje otoško naselje je istoimensko mesto Rodos z okoli 50.000 prebivalci, na celotnem otoku pa živi okoli 115.000 prebivalcev. Glavne dejavnosti na otoku so turizem, kmetijstvo in domača obrt (keramika).

## Geografija
Otok Rodos je oblikovan kot konica (ost), dolg 79,7 km in širok 38 km, s skupno površino približno 1400 kvadratnih kilometrov in obalo dolgo približno 220 km. Apnenec je glavna podlaga.. Mesto Rodos se nahaja na severni konici otoka, pa tudi na mestu antičnega in sodobnega pristanišča. Cestno omrežje poteka iz mesta vzdolž vzhodne in zahodne obale.
Zunaj mesta Rodos so na otoku majhne vasi in naselja, med njimi Faliraki, Lindos, Kremasti, Haraki, Pefkos, Archangelos, Afantou, Ixia, Koskinou, Embona (Atavyros), Paradisi in Trianta (Ialysos). Obstaja bogata mineralna izvirska voda (in včasih morska voda), ki se uporablja za medicinske kopeli, zato zdravilišča ponujajo različne zdravstvene usluge.
Rodos se nahaja 363 km vzhodno-jugovzhodno od grške celine in 18 km od južne obale Turčije.
Notranjost otoka je gorata, redko naseljena in prekrita z gozdom borovcev (Pinus brutia) in cipreso (Cupressus sempervirens). Medtem ko so obale skalnate, ima otok tudi travnike in polja, kjer se gojijo agrume, grozdje, zelenjavo, oljke in druge pridelke. V letu 2005 je bilo ugotovljeno, da je rodoška populacija damjaka (Dama dama) genetsko ločena in da je nujno potrebna skrb za ohranjanje. V dolini Petaloudes (grščina dolina metuljev) se v poletnih mesecih zbira veliko črtastih medvedkov (Euplagia quadripunctaria). Gora Attavyros je z 1216 metri najvišja točka otoka.

## Potresi
Potres leta 226 pr. n. št.je uničil Rodoški kolos; 3. maja 1481 je uničil večino mesta Rodos in 26. junija 1926 prav tako povzročil veliko škodo.
Rodos je 15. julija 2008 prizadel potres z magnitudi 6,3, kar je povzročilo manjšo škodo na nekaj starih stavbah in na eno smrt.

### Podnebje
Otok Rodos je zelo vetroven in zaradi tega ne čutimo tolikšne toplote. Povprečna temperatura zraka v juliju je 32 stopinj, morja pa 24 stopinj. V poletnih mesecih skorajda ni padavin, so pa zato izrazitejše pozimi.

### Pomembnejša otočna naselja
- Rodos
- Ialyssos (8 km)°
- Kremasti (11 km)
- Kallithea (11 km)
- Paradissi (14 km)
- Faliraki (17 km)
- Kolympia (26 km)
- Arhangelos (33 km)
- Kamiros (37 km)
- Lindos (53 km)
- Monollithos (75 km)

° - v oklepajih navedeni kilometri predstavljajo oddaljenost od glavnega mesta
Kraji so medsebojno dobro povezani z javnimi avtobusnimi linijami, organizirana je tudi taksi služba.

### Plaže
Na otoku je več vrst plaž, od prodnatih do peščenih. Plaže na severozahodnem delu so zaradi vetra in valov priljubljene pri deskarjih. Na vseh plažah je vstop brezplačen, plačljivi so senčniki in ležalniki.

## Zgodovina
Rodos je bil sodeč po najdbah arheologov naseljen že v zgodnji kameni dobi. Najdeni so bili ostanki orodij in nekaj poslikav v jamah na jugu otoka. Prebivalci naj bi prišli na otok iz bližnje Male Azije. Kasneje so prebivalci prihajali na otok v več valovih. V bronasti dobi so prišli Karijci iz Anatolije, sledili so jim Feničani iz sedanjega Libanona in Minojci iz Krete. Med zgodnje prišleke spadajo Ahajci, ki so kmalu po prihodu iz Peloponeza pričeli dominirati po številu prebivalstva in po letu 1500 pr. n. št. kolonizirali celoten otok. Okoli leta 1100 pr. n. št. so jim sledili Dorci, dobri izdelovalci vojaških ladij, ki so ustanovili naselja Ialyssos, Lindos in Kamiros ter ustanovili z otokom Kos in mestoma Knidos ter Halikarnas v Mali Aziji vojaško zvezo - Heksapolis. V nekaj sledečih stoletjih so postali prebivalci Rodosa odlični pomorščaki, še zlasti možje iz Lindosa so se odlikovali s svojimi dolgimi vožnjami po Sredozemlju, kar je Rodosu omogočilo, da je ustanovil kolonije na Siciliji, v Španiji ter območju današnje Francije. Rodos se je razvijal samostojno vse do leta 491 pr. n. št., ko se se soočil z mogočno vojaško silo Perzijo. Rodos je bil prisiljen stopiti v zvezo s Perzijo in v njej ostal do leta 480 pr. n. št., ko je Kserks I. napadel Grčijo, vendar izgubil pomorsko bitko pri Salamini. V tej bitki je bilo zajetih tudi 40 bojnih ladij iz Rodosa. Tri mesta z Rodosa, Ialysos, Lindos in Kamiros so postala člani Delsko-atiške pomorske zveze leta 478/77 pr. n. št. 
V zadnjih desetletjih 5. stoletja pr. n. št. so Rodošani zgradili na severu otoka novo mesto Rodos, ki je bilo plansko zgrajeno za potrebe obrambe z močnim obzidjem, za potrebe trgovine pa so zgradili pet novih pristanišč. Mesto je že kmalu postalo vodilno v pomorski trgovini vzhodnega Sredozemlja ter velik kulturni center helenističnega in rimskega sveta. Že v 3. stoletju pr. n. št. je prebivalstvo na Rodosu doseglo število preko 60.000. Tedaj je bil pri vhodu v pristanišče postavljen 34 metrov visok bronasti kip boga Helija (imenovan tudi Rodoški kolos), delo kiparja Haresa iz Lindosa. Okoli leta 225 pr. n. št. se je ob potresu zrušil. Zaradi svoje izjemne velikosti je bil uvrščen na seznam sedmih čudes starega sveta. 

### Helenistično obdobje
Rodos je postal del rastočega imperija Aleksandra Velikega leta 332 pr. n. št., ko je premagal Ahemenidsko cesarstvo..
Po smrti Aleksandra so se njegovi generali borili za nadzor nad kraljestvom. Trije – Ptolemaj, Selevk in Antigon - so uspeli razdeliti kraljestvo med seboj. Rodos je oblikoval močne komercialne in kulturne vezi  z Ptolemajci v Aleksandriji in skupaj oblikoval rodoško-egiptovsko zvezo, ki je nadzorovala trgovino v celotnem Egejskem morju v 3. stoletju pred našim štetjem.
Mesto se je razvilo v pomorsko, trgovsko in kulturno središče; njegovi kovanci so krožili skoraj povsod v Sredozemlju. Slavne šole filozofije, znanosti, literature in retorike so si delile mojstre z Aleksandrijo: atenski retorik Eskin je ustanovil šolo na Rodosu; Apolonij Rodoški; opažanja in dela astronomov Hiparha in Gemina, retorik Dionizij Tračan. Rodoška šola kiparjev je pod vplivom Pergamona razvila bogat, dramatičen slog, ki ga lahko označimo kot helenistični barok. Agesander z Rodosa, je skupaj z dvema drugima rodoškima kiparjema Polidorjem in Atenodorjem, izdelal slavno  Laookontovo skupino, zdaj v Vatikanskih muzejih in velike skulpture, ki so bile ponovno odkrite v Sperlongi v Tiberijevi vili, verjetno v zgodnjem imperialnem obdobju. 
V 305. pr. n. št. je Antigon usmeril svojega sina, Demetrija, da je oblegal Rodos, da bi prekinil njihovo zavezništvo z Egiptom. Demetrij je ustvaril ogromne oblegovalne naprave, vključno s 55-metrskim oblegovalnim ovnom in oblegovalnim stolpom Helepolis, ki je tehtal 163.293 kg. Kljub temu je leta 304 pr. n. št., po samo enem letu, popustil in podpisal mirovni sporazum, pri čemer je za seboj pustil ogromno skladišče vojaške opreme. Rodošani so prodali opremo in uporabili denar, da so postavili kip svojega boga sonca, Helija, kip, ki se je imenoval Rodoški koloc.
V 3. stoletju pred našim štetjem si je Rodos poskušal zagotoviti svojo neodvisnost in svojo trgovino, predvsem njen virtualni nadzor nad trgovanjem z žiti v vzhodnem Sredozemlju. Oba cilja nista bila odvisna od nobene od treh velikih helenističnih držav, ki so dosegle prevlado, zato so Rodošani izvajali politiko ohranjanja ravnotežja moči med Antigonidi, Selevkidi in Ptolemajem, čeprav je to pomenilo vojno s tradicionalnim zaveznikom, Egiptom. V ta namen so izkoristili svoje gospodarstvo in odlično mornarico, ki so jo vodili pregovorno najboljši mornarji v sredozemskem svetu: »Če imamo deset Rodošanov, imamo deset ladij«. Rodošani so dominirali tudi na obalah Kariie nasproti njihovega otoka, kar je postalo znano kot Rodoška peraia (grško ἡ τῶν Ῥοδίων περαία, latinizirano: Rodíon peraia). Segala je približno od sodobnega mesta Muğla (starodavno Mobolla) na severu in Kaunosa, ki je mejil na Likijo na jugu, blizu današnjega Daljana v Turčiji.
Rodos je to politiko uspešno izvajal v 3. stoletju pred našim štetjem, kar je bil izjemen dosežek za demokratično državo. Do konca tega obdobja pa je ravnovesje moči razpadlo, saj je padajoča moč Ptolemajcev naredila Egipt privlačen cilj za ambicije Selevkidov. Leta 203/2 pred našim štetjem sta se mlada in dinamična kralja Antigonidov iz Makedonije in Selevkidov iz Azije, Filip V. in Antioh III., strinjala, da bosta spoštovala - vsaj začasno - svoje vojaške ambicije, Filipov pohod v Egejski in zahodni Anatoliji ter Antiohovo končno rešitev vprašanja Egipta. Kot vodilni v koaliciji majhnih držav, so Rodošani preverili Filipovo mornarico, ne pa tudi njegove močne vojske. Brez tretje moči, na katero bi se obrnili, so se Rodošani leta 201 pr. n. št. obrnili na Rimsko republiko.
Rimljani so se kljub temu, da so bili izčrpani zaradi titanskega boja proti Hanibalu (218–201 pr. n. št.), strinjali, da so posredovali. Senat je videl poziv Rodosa in njegovih zaveznikov kot priložnost za pritisk na Filipa V.. Posledica tega je bila druga makedonska vojna (200-196 pr. n. št.), ki je končala vlogo Makedoncev kot pomembnega igralca in ohranila rodoško neodvisnost. Rodoški vpliv v Egejskem morju je bil z organizacijo Kikladov utrjen v Zvezi otokov sli Drugi nesiotski zvezi pod vodstvom rodoških vodij.
Rimljani so se po koncu konflikta pravzaprav umaknili iz Grčije, vendar je vakuum moči, ki je iz tega izhajal, hitro privlekel v Antioha in pozneje Rimljane, ki so premagali (192-188 pr. n. št.) zadnjo sredozemsko silo, ki bi lahko celo nejasno ogrozila njihovo prevlado. Po tem, ko so Rimu zagotovili dragoceno pomorsko pomoč v svojem prvem naletu v Azijo, so bili Rodošani nagrajeni z ozemljem in okrepljenim statusom. Rimljani so spet evakuirali vzhod - senat je nastavljal svoje v provincah - vendar je bilo jasno, da Rim zdaj vladal svetu in je bila avtonomija Rodosa odvisna od dobrih odnosov z njimi.
Ti dobri odnosi so kmalu izginili po tretji makedonski vojni (171-168 pr. n. št.). Leta 169 pr. n. št., med vojno proti Perzeju, je Rodos poslal Agepolisa kot veleposlanika pri konzulu Kvintu Marciju Filipu, nato pa v Rimu v naslednjem letu, v upanju, da bo preobrnil senat proti vojni.  Rodos je med vojno ostajal vestno nevtralen, vendar je bil po mnenju sovražnih elementov v senatu nekoliko preveč prijazen do poraženega kralja Perzeja. Nekateri so dejansko predlagali razglasitev vojne otoški republiki, vendar je bilo to preprečeno. Leta 164 je Rodos postal stalni zaveznik Rima. 
Po predaji svoje neodvisnosti je Rodos postal kulturno in izobraževalno središče za rimske plemiške družine in je bil posebej znan po učiteljih retorike, kot sta Hermagor in neznanega avtorja Rhetorica ad Herennium. Sprva je bila država pomemben zaveznik Rima in je uživala številne privilegije, vendar so se kasneje izgubili v različnih mahinacijah rimske politike. Gaj Kasij Longin je sčasoma napadel otok in opustošil mesto. V zgodnjem cesarskem obdobju je Rodos postal priljubljen kraj za politične izgnance. 
V 1. stoletju našega štetja je cesar Tiberij na Rodosu preživel kratek čas izgnanstva. Sveti Pavel je ljudem na otoku prinesel krščanstvo.  Rodos je dosegel svoj zenit v 3. stoletju.
V starih časih je obstajala rimska beseda: »hic Rhodus, hic salta!« - 'Tu je Rodos, skoči sem', opozorilo, da se dokaže, da se nedejavnost ponaša z dejanjem, namesto da se govori. Prihaja iz Ezopove basni, imenovane Hvalnica športnika in jo navajajo Hegel, Marx in Kierkegaard.
Od leta 1310 je bil otok v oblasti viteškega reda Ivanovcev. V 16. stoletju je prišel pod turško oblast, leta 1912 je po italijansko-turški vojni pripadal Italiji. Po italijanski kapitulaciji leta 1943 so otok zasedle nemške vojaške sile, po drugi svetovni vojni (leta 1947) pa je bil tako kot celoten Dodekanez priključen k matični Grčiji.

### Bizantinsko obdobje
Leta 395 se je z delitvijo rimskega cesarstva za Rodos začelo dolgo bizantinsko obdobje. V pozni antiki je bil otok glavno mesto rimske province Otoki, ki jo je vodil praeses (hegemon v grščini) in je zajemal večino Egejskih otokov z dvajsetimi mesti. V skladu s tem je bil otok tudi metropolija Kikladi z enajstimi sufragani. 
Od okoli leta 600 se je vpliv Rodosa na pomorske zadeve pokazal v zbirki pomorskih zakonov, znanih kot Rodoški pomorski zakon (Nomos Rhodion Nautikos), sprejet po vsem Sredozemlju in v uporabi v bizantinskih časih (in vplival na razvoj pomorskega prava do danes). Leta 622/3 je med bizantinsko-sasanidsko vojno 602–628, Rodos zajela Sasanidska mornarica. 
Rodos so leta 654 zasedle islamske umajadske sile kalifa Muavija I., ki je odnesel ostanke Rodoškega kolosa . Otok so Arabci ponovno zajeli leta 673 kot del  prvega napada na Konstantinopel. Ko je grški ogenj pred Konstantinoplom uničil njihovo floto in jo je na povratku zajelo neurje, je bil otok leta 679/80 evakuiran kot del bizantinsko-umajadskega mirovnega sporazuma . Leta 715 je bizantinska flota poslana proti Arabcem, sprožila upor na Rodosu, kar je privedlo do postavitve Teodozija III. na bizantinski prestol.
Od začetka 8. do 12. stoletja je Rodos pripadal Cibyrhaeot temi, upravni enoti bizantinskega cesarstva in je bil center za ladjedelništvo in trgovino. Okoli leta 1090 je bil zasedena s strani seldžuških Turkov, kmalu po bitki pri Manzikertu . Rodos je ob prvem križarskem pohodu ponovno osvojil cesar Aleksej I. Komnen.
Ker je bizantinska centralna sila oslabela pod cesarji Angeli (1185-1204), je v prvi polovici 13. stoletja Rodos postal središče samostojne enote pod Leom Gabalasom in njegovim bratom Janezom, dokler ga niso zasedli Genovežani leta 1248–1250. Genovežane so izselili Nikejci, otok pa je postal provinca Nikajske države (in po letu 1261 obnovljenega bizantinskega cesarstva). Leta 1305 je bil otok kot fevd podeljen Andrei Moriscu, genovskemu pustolovcu, ki je vstopil v bizantinsko službo. Toda, Rodos je bil pod nadzorom Menteşe, ki je bil eden od anatolskih bejlikov med letoma 1300 in 1314.

### Križarji in Osmanska oblast
Leta 1306–1310 se je bizantinska doba otoške zgodovine končala, ko so otok zasedli vitezi hospitalci. Pod vladavino novoimenovanega "Viteza Rodoškega" je bilo mesto obnovljeno v model evropskega srednjeveškega ideala. V tem obdobju je bilo zgrajenih veliko znamenitih mestnih stavb, vključno s palačo velikega mojstra.
Močno obzidje, ki so ga vitezi zgradili, se je uprlo napadom sultana iz Egipta leta 1444 in obleganju Turkov pod Mehmedom II. leta 1480. Rodos je konec decembra 1522 padel pod veliko vojsko Sulejmana Veličastnega. Sultan je na otok napotil 400 ladij, ki so dostavile 100.000 moških (200.000 v drugih virih). Vitezi, pod vodstvom velikega mojstra Filipa Villiersa de L'Isle-Adama, so imeli okoli 7.000 mož pod orožjem in njihove utrdbe. Obleganje je trajalo šest mesecev, na koncu katerega so se preživeli poraženi hospitalci lahko umaknili v Kraljevino Sicilijo. Kljub porazu se zdi, da so tako kristjani kot muslimani ravnanje Villiers de L'Isle-Adam šteli za izjemno pogumno, papež Hadrijan VI. pa je Velikega mojstra razglasil za zagovornika vere (glej vitezi Cipra in Rodosa). Vitezi so kasneje preselili svojo bazo delovanja na Malto.
Rodos je bil nato last Osmanskega cesarstva skoraj štiri stoletja.

### Sodobna zgodovina
Otok je bil naseljen z etničnimi skupinami okoliških narodov, vključno z Judi. Pod turško vladavino so na splošno delali precej dobro, vendar so se občasno pojavile diskriminacija in fanatizem. Februarja 1840 so rodoške Jude lažno obtožili, da so obredno umorili krščanskega fanta. To je postalo znano pod imenom Rodoška krvna kleveta.
Avstrija je pred letom 1864 odprla poštni urad na RHODUS (beneško ime) , kar so dokazali žigi z glavo Franca Jožefa.
Leta 1912 je Italija med italijansko-turško vojno zasedla Rodos. Prebivalstvu otoka je bilo prizaneseno z "izmenjavo manjšin" med Grčijo in Turčijo. Rodos in preostali Dodekaneški otoki so bili dodeljeni Italiji po Ouchyjevi pogodbi in naj bi jih vrnili, vendar jih niso. Turčija jih je uradno prepustila po  lausannskem sporazumu iz leta 1923. Nato je postal jedro njihove posesti Isole Italiane dell'Egeo (Italijanski egejski otoki). Italijani so naredili veliko izboljšav (predvsem v arhitekturi). .
Po kapitulaciji Italije 8. septembra 1943 so Britanci skušali zamenjati italijansko posadko na Rodosu. To je pričakovala nemška vojska, ki je uspela okupirati otok z bitko na Rodosu. V veliki meri je nemška okupacija povzročila britanski neuspeh v poznejšem Dodekaneškem pohodu.
Turški konzul Selahattin Ülkümen je s precejšnjo nevarnostjo za sebe in svojo družino uspel pri reševanju 42 judovskih družin, skupaj približno 200 oseb, ki so imele turško državljanstvo ali so bile družine turških državljanov.
8. maja 1945 so Nemci pod Ottom Wagenerjem predali Rodos in Dodekanez kot celoto Britancem, ki so kmalu zatem zasedli otoke kot vojaški protektorat.
Leta 1947 je bil Rodos skupaj z drugimi otoki Dodekaneza združen z Grčijo.
Leta 1949 je Rodos začel pogajanja med Izraelom in Egiptom, Jordanijo, Libanonom in Sirijo, ki so se zaključila s sporazumi o premirju iz leta 1949.
Ime ameriške zvezne države Rhode Island temelji na sklicevanju na Rodos po mnenju italijanskega raziskovalca Giovannija da Verrazzana. V pismu iz leta 1524, v katerem so podrobno opisali njegov izlet v vode okoli otoka Block Island ali na otoku Aquidneck, je Verrazano zapisal, da je "odkril Ilande v obliki trikotnika, oddaljen od glavne dežele 3 lige, okoli Ilande od Rodes".

## Arheologija
Rodoški kolos je veljal za enega od sedmih čudes starega sveta. Ta velikanski bronasti kip je bil dokumentiran, da je nekoč stal v pristanišču. Dokončan je bila leta 280 pr. n. št. in uničen v potresu leta 224 pr. n. št. Danes o kipu ni sledov.
Med zgodovinskimi znamenitostmi otoka Rodos so:
- Lindos z akropolo,
- Akropola, tempelj pitijskega Apolona, gledališče in antični stadion nad mestom Rodos
- starodavni Ialysos,
- Kameiros ostanki antičnega mesta
- staro mestno jedro Rodosa, obdano s štirikilometrskim obzidjem, palača velikega mojstra, sinagoga Kahal Shalom v judovski četrti, arheološki muzej,
- ruševine gradu Monolithos, grad Kritinije, Hospic svete Katarine in brv Rodos

## Pomembnejši naravni spomeniki
- Petaoludes, dolina metuljev
- Epta Piges, sedem vodnih izvirov